# СОС
СОС је међународно признати сигнал за помоћ. То је најкраћа и најједоставнија ријеч у Морзеовој азбуци, а састоји се од три кратка сигнала, три дуга и још три кратка (· · · — — — · · ·). Упркос томе што је комуникациона технологија данас знатно другачија него у данима примјене Морзеове азбуке, овај термин је и даље у широкој употреби. Због своје значајне употребе у хитним случајевима, фраза "СОС" је ушла у општу употребу да неформално указује на кризу или потребу за дејством. 

## Историјат
Радио (у почетку познат и као "бежична телеграфија") развијен крајем 19. вијека и брзо је препознат као важно средство поморске комуникације. Раније су бродови у невољи користили разне стандардизоване визуелне и аудио сигнале попут сигналних застава, сигналних ракета, звона и сирена. Показала се потреба за увођењем јединственог сигнала који не би био ограничен националним разликама или сукобима конкурентских радио компанија. На Берлинској прелиминарној конференцији о бежичној телеграфији одржаној 1903. италијански представник капетан Куинтино Бономо (Quintino Bonomo del Casale), говорио је,између осталог и о потреби да се стандардизује сигнал када се брод нађе у невољи. Његов приједлог био је да бродови пошаљу сигнал ССС ДДД у интервалима од неколико минута. Међутим, како су процедурална питања била изван оквира ове конференције овај приједлог није усвојен иако је у члану 4. Завршног протокола Конференције записано да све бежичне телеграфске станице, осим ако није изводљиво, морају дати предност позивима за помоћ који су примљени од бродова на мору. Како није било јединственог међународног прописа поједине организације су уводиле своје сигнале. Тако је 7. јануара 1904. Међународна компанија за поморске комуникације "Маркони" издала је "Циркулар 57", у којем је прецизирано да ће, за све компаније у свијету, почевши од 1. фебруара 1904. за бродове који се нађу у невољи сигнал за помоћ бити ЦеКуДе (CQD). Алтернативни приједлог је дала 1906. морнарица САД који је на основу Међународног сигналног кодекса требао да буде "НЦ" који је значио: "У невољи; потребна хитна помоћ".
Прије званичног усвајања СОС сигнала Британци су користили ЦеКуДе, Италијани СССДДД, а Нијемци СОЕ, међутим то "Е" на крају представљено је једном тачком, што се може лако пречути, па је тако "Е" замењено са "С". Њемачка је постала прва држава која је усвојила СОС сигнал, који је назван Notzeichen сигналом, као једну од три Морзеове кодне секвенце укључене у националне радио-регулативе које су ступиле на снагу 1. априла 1905.
На првој Међународној радиотелеграфској конференцији одржаној у Берлину 1906. сигнал СОС је уврштен у међународне правилнике. Конвенција о усвојеним закључцима са ове конференције потписана је 3. новембра 1906, а на снагу је ступила 1. јула 1908. У њој се каже: "Бродови у невољи користиће сљедећи сигнал: (··· — — — ···) поновљен у кратким интервалима". У почетку је овај сигнал утврђен као непрекидни низ кодова Морзеове азбуке три тачке / три цртице / три тачке, без спомињања било каквих абецедних еквивалената. Међутим, три тачке садрже слово "С", а три цртице слово "О", убрзо је постало уобичајено да се сигнал неформално назива "СОС". Супротно увреженом схватању да СОС значи "спасите наше душе" (save our souls), "спасите наш брод" (save our ship) или "пошаљите нам помоћ" (send out succor), ова абревација у ствари не значи ништа. Тек касније је израз "спасите наше душе" стекао популарност. СОС је замијењен 1999, кад су државе почеле да уводе нови, сателитски систем за слање сигнала за помоћ на мору. Овај систем познат је као ГМДСС (Global Maritime Distress and Safety System). Међутим, СОС је и даље признат као стандардни систем за помоћ који се може користити уз било коју методу за сигнализирање. Тако се може користити као визуелни сигнал, на примјер са три кратка-три дуга-три кратка блица свјетлости. У неким случајевима људи су исписивали слова СОС на земљи или од камења.
Годину дана касније сигнал је употребио брод СС "Славонија" компаније Кјунард, кад се услијед густе магле насукао на острво Флорес у Азорима 10. јуна 1909. Послат је СОС, што је била прва употреба овог данас чувеног сигнала. Спасени су сви чланови посаде и чак нешто товара – 400 врећа кафе, 1.000 бакарних шипки и 200 буради уља. Иако је употребљен годину дана након што је представљен, требало је нешто времена да свијет усвоји СОС. Осим СС "Славоније", међу првима је СОС послао и пароброд "СС Арапахо", 11. августа 1909, којем је пукла осовина код обале Сјеверне Каролине. Захваљујући присебности младог официра Теодора Хобнера, који је знао да је сигнал СОС недавно усвојен на Берлинској конференцији, спасено је 150 путника и чланова посаде "Арапаха". Парни брод "Кентаки" потонуо је 1910. кад је улетио у невријеме код ртова Вирџиније, али је одашиљање СОС сигнала спасило свих 46 чланова посаде. Кад се "Мерида" 13. маја 1911. сударила с паробродом "Адмирал Фарагот" у магли код Рта Чарлс, Вирџинија и потонула, путнике и чланове посаде покупио је брод "Хамилтон", након што су послали СОС сигнал.
Има још неколико примјера у историји, али је најчувенији СОС сигнал ипак послат са "Титаника", који је потонуо 1912, када је налетио на ледени бријег. Сигнали у помоћ послати су бежично, ракетама и лампама, али ниједан од бродова у близини који је одговорио на позив није био довољно близу да стигне до "Титаника" пре него што потоне. Од 2.224 путника и чланова посаде у бродолому је погинуло, како се процењује, више од 1.500 људи. Сигнал који су користили, ЦеКуДе, је послат преко Атлантика. Док је брод тонуо оператери су слали поруку. Оператер Харолд Брајд рекао је оператеру Џеку Филипсу: "Пошаљи СОС, то је нови сигнал, а осим тога можда ће ово бити последња шанса да га пошаљеш". Филипс, Брајд и капетан Едвард Смит су се заједно насмијали и у 12.45 ујутро 15. априла 1912. "Титаник" је послао СОС сигнал. Иако први СОС није послат са "Титаника" како се то обично мисли – бродови су га користили три године пре фаталног путовања 1912 – потонуће "непотопљивог" брода означило је тачку прекретницу у употреби овог сигнала. Након бродолома сви су усвојили СОС као примарни позив у помоћ на морима.
Да се СОС користи и данашње вријеме, свједоче приче не само о бродовима већ и животна искуства појединаца који су спашени захваљујући овом сигналу. Тако је крајем октобра 2019. жена из Калифорније спашена након шест дана проведених у дивљини захваљујући СОС сигналу, којег је Мери Џоана Гомес исписала уз помоћ камења које је поређала на земљи у облику слова. Спасиоци су видјели натпис и пронашли жену. Дебора Пилгрим из Аустралије је провела четири дана у пустињи прије него што је њен СОС сигнал исписан на тлу преко камере на даљину уочио власник објекта у чијој је близини била.
Такође, у фебруару 2019, старији човјек је спашен из удаљене шуме у Шкотској. Он је живио у дивљини али се разболио и послао СОС сигнал који је ухваћен, мада хиљадама километара даље – у Тексасу. Обалска стража је лоцирала Кена Смита (70) и указала му помоћ.